# أوغست فروليش
كان أوغست فروليش (بالألمانية: August Frölich) (31 ديسمبر 1877 في زيبرسفيلد - 22 يناير 1966 في فايمار)، كان زعيماً نقابياً وسياسياً ألمانياً ينتمي إلى الحزب الديمقراطي الاجتماعي الألماني (SPD) ولاحقًا إلى حزب الوحدة الاشتراكية الألماني (SED). شغل منصب رئيس وزراء ولاية تورينغن في الفترة من 7 أكتوبر 1921 إلى 23 فبراير 1924. وكان عضواً في الرايخستاغ الألماني من 1924 إلى 1933. كما شغل منصب رئيس برلمان ولاية تورينغن من 21 نوفمبر 1946 إلى يوليو 1952.

## روابط خارجية
- أوغست فروليش على موقع مونزينجر (الألمانية)